# 摩周溫泉
摩周溫泉是位於日本北海道川上郡弟子屈町主城區的溫泉區，也稱為弟子屈溫泉。區域內有兩間公共浴場，在摩周車站和道之站摩周溫泉也設有免費的足湯。
雖然名為「摩周」，但距離摩周湖有約10公里的距離。

## 歴史
本地最早的溫泉業者在1885年開始營業，為北海道道東地區最早開始經營的溫泉區，最初在城區北側釧路川沿岸的部分稱為弟子屈溫泉，靠城區南側鐺別川沿岸的部分稱為鐺別溫泉。由於弟子屈町主城區為去往摩周湖觀光的重要中繼地點，因此後來將城區周邊的溫泉區統稱為摩周溫泉。受此影響，北海道旅客鐵道的弟子屈車站在1990年也更名為摩周車站。

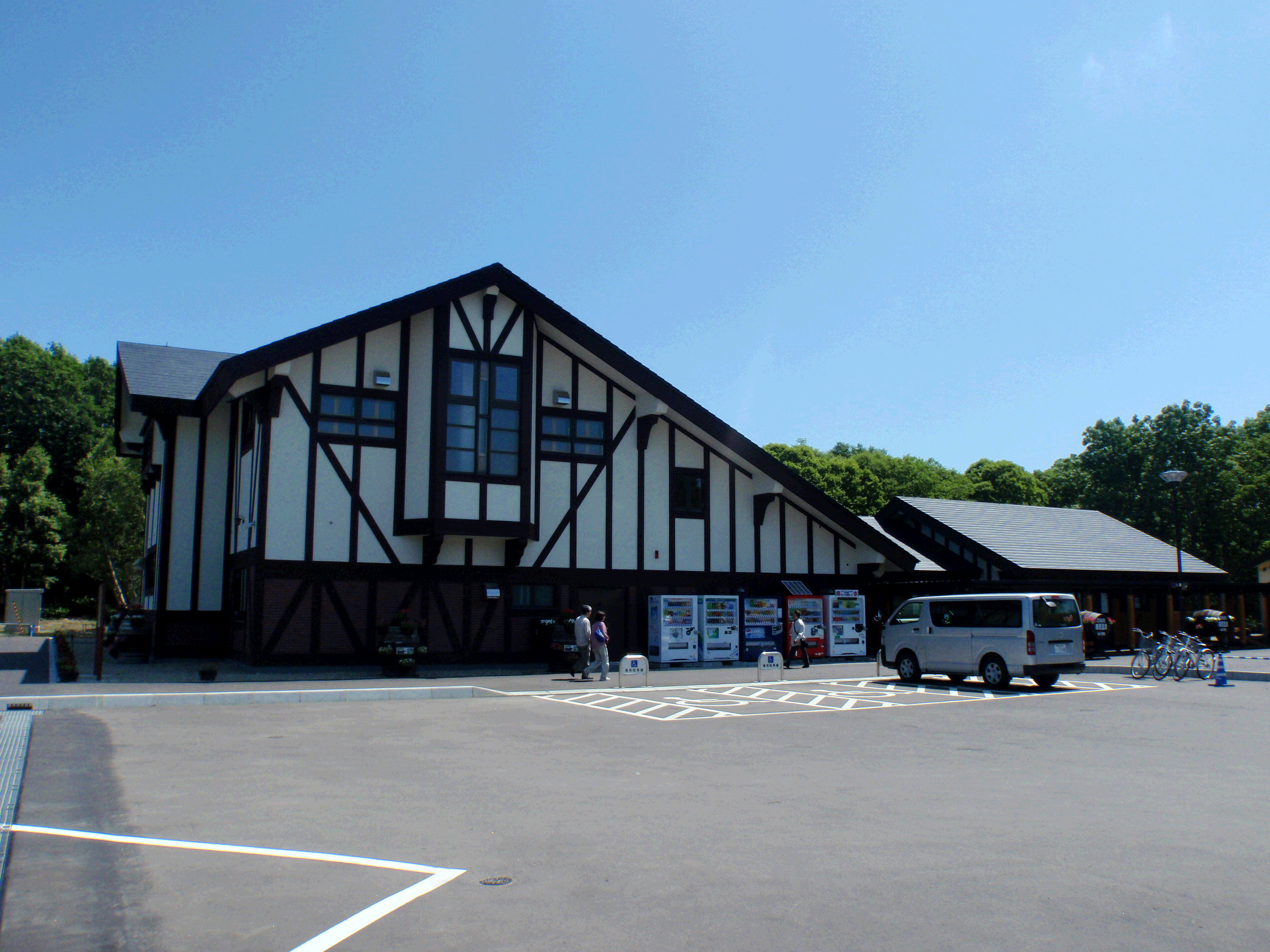
道之站摩周溫泉
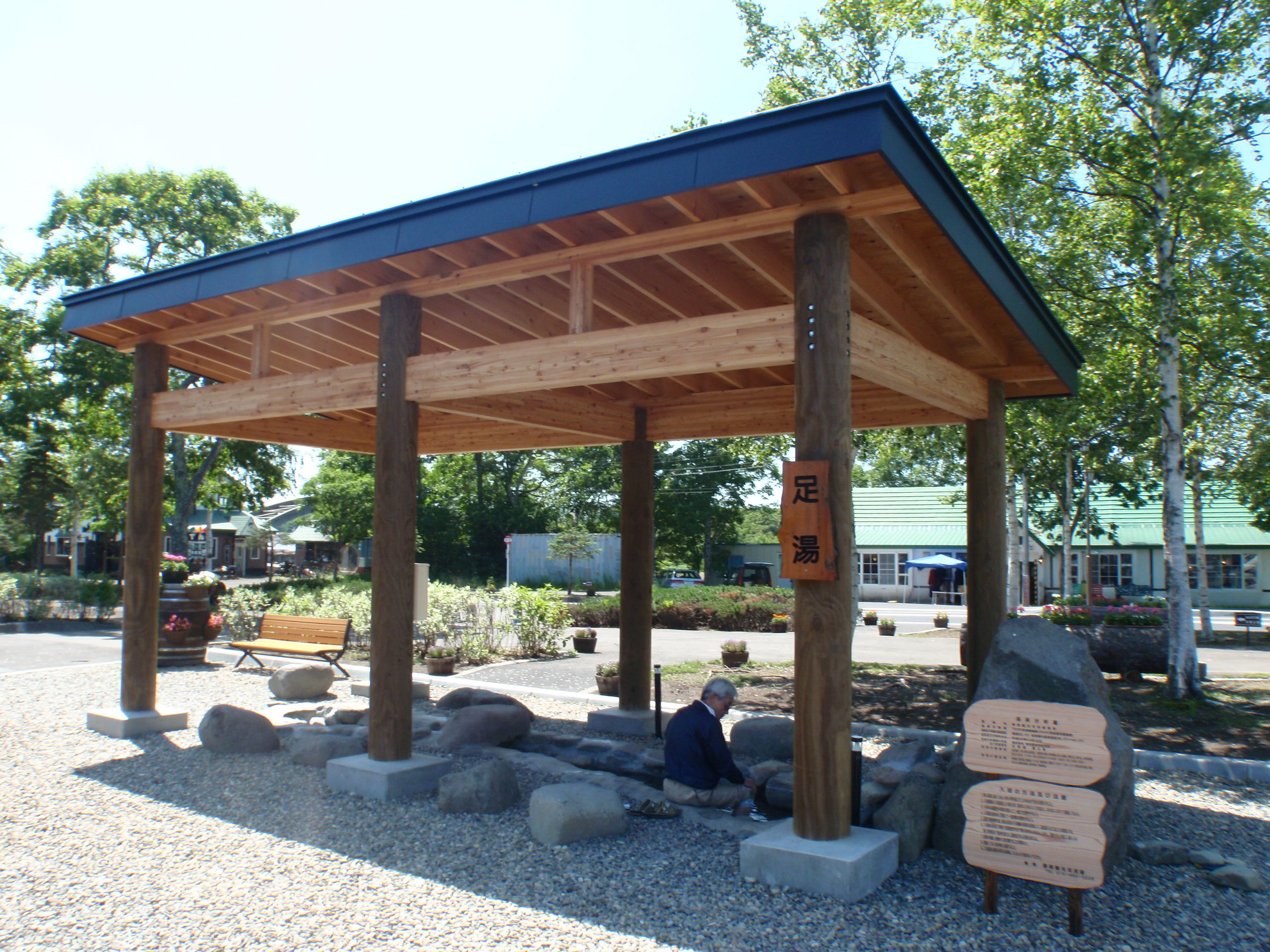
道之站摩周溫泉的足湯

## 外部連結
- （日語） 弟子屈地區 - 弟子屈導航